# Mike Wiggs
Michael Edwin „Mike” Wiggs (ur. 25 kwietnia 1938 w Watford, zm. 8 grudnia 2011 w Rickmansworth) – brytyjski lekkoatleta, długodystansowiec.
Podczas igrzysk olimpijskich w Rzymie (1960) odpadł w eliminacjach na 1500 metrów z czasem 3:46,5.
Podczas igrzysk olimpijskich w Tokio (1964) wygrał swój bieg eliminacyjny na 5000 metrów z czasem 13:51,0, a w finale zajął ostatnie, 11. miejsce z wynikiem 14:20,8.
Medalista mistrzostw Wielkiej Brytanii (AAA Championships), m.in. druga lokata w biegu na milę w 1960, za Amerykaninem László Táborim, trzykrotny mistrz Południowej Anglii.

## Rekordy życiowe
- Bieg na 800 metrów – 1:48,4 (1964)[4]
- Bieg na 1500 metrów – 3:40,7 (1964)[4]
- Bieg na milę – 3:57,5 (1965)[4]
- Bieg na 5000 metrów – 13:33,0 (1965)[4] wynik ten był do 1969 rekordem Wielkiej Brytanii[5][6]